# Idol (Giappone)

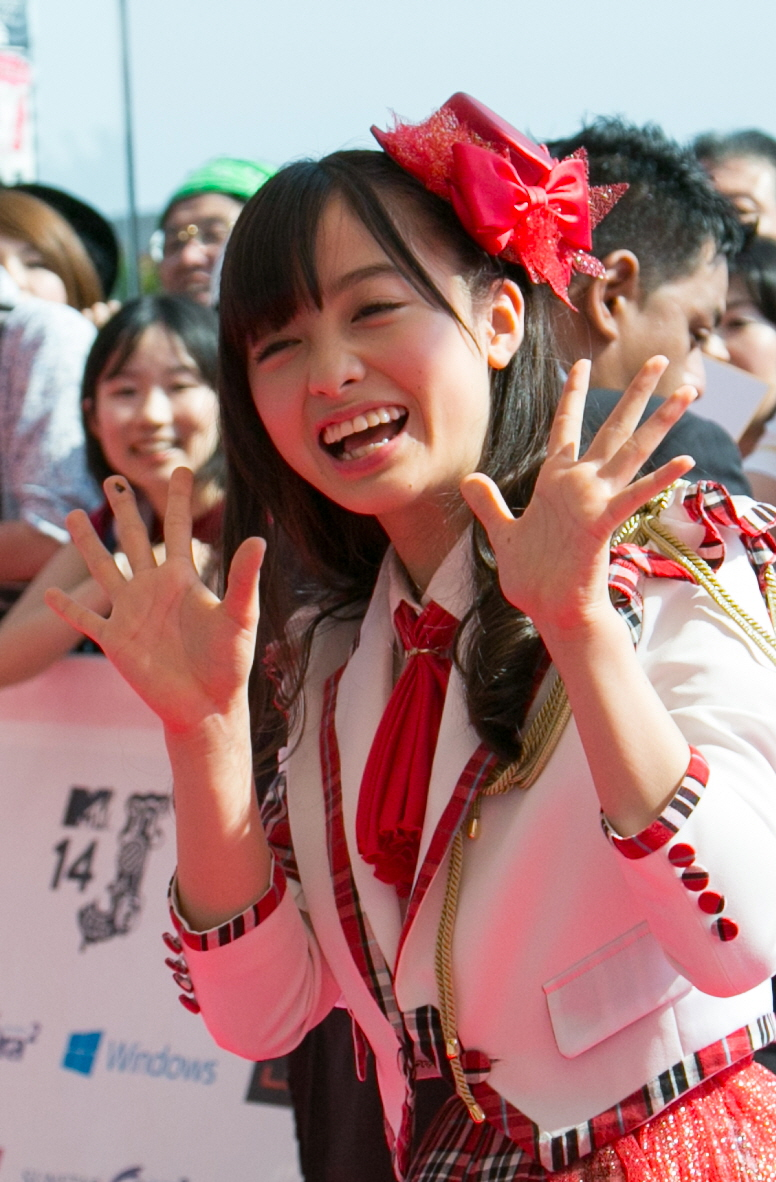
Kanna Hashimoto, soprannominata la "idol che capita ogni mille anni"

Nella cultura giapponese, il termine idol (アイドル?, aidoru) si riferisce ad un adolescente che diventa molto popolare nel mondo dello spettacolo soprattutto in virtù del suo aspetto esteriore. Gli idol possono essere cantanti e far parte di gruppi musicali J-pop, oppure recitare in dorama e film per il cinema, partecipare a show televisivi in qualità di tarento o posare per servizi fotografici come modelli. La loro parabola tende a essere di breve durata, tanto che in alcuni contesti il termine idol viene usato proprio per implicare l'idea di un fenomeno di fama tanto travolgente quanto effimera.
Il fenomeno ha avuto inizio a partire dagli anni Sessanta del XX secolo, conoscendo il periodo di massimo splendore negli anni ottanta. Il fandom delle idol è composto principalmente da pubblico maschile, complementare al fandom del visual kei, principalmente femminile: entrambi hanno un rapporto molto personale con gli artisti che solitamente va al di là della proposta musicale. I fan di idol si definiscono wota (ヲタ?).

## Caratteristiche
Con il termine idol ci si riferisce a un teenager (sia ragazze che ragazzi) che diventa molto popolare nel mondo dello spettacolo, soprattutto in virtù di un aspetto esteriore che viene percepito come alla moda e "carino e aggraziato" (kawaii). Gli idol fungono solitamente come modello da seguire e, in quanto tale, la loro immagine pubblica deve essere perfetta affinché possa essere d'esempio per i più giovani. Alla loro immagine è associato altresì il concetto di purezza, il quale implica, soprattutto per quanto riguarda le idol femminili, l'evitare qualsiasi coinvolgimento sessuale e comportamento amorale, che porta le stesse a essere considerate alla stregua di sorelle minori o ragazze della porta accanto.
Gli idol sono generalmente rappresentati da agenzie di talenti che gestiscono e commercializzano la loro immagine come qualsiasi altro prodotto: si può trattare di cantanti o gruppi musicali di J-pop (musica pop giapponese) analoghi in qualche modo alle boy band e girl group occidentali, attori, personaggi televisivi o modelli. Per diventare idol non occorre comunque avere grandi doti canore, e per questo motivo non sono considerati dei cantanti a tutti gli effetti; allo stesso modo gli idol che si cimentano davanti alla cinepresa non sono considerati attori professionisti. Piuttosto che il talento, le caratteristiche più importanti di un idol sono la personalità e l'immagine che egli dà di sé.
Il fenomeno ha una grande rilevanza nella cultura di massa giapponese; all'apice del loro successo, gli idol sono onnipresenti sui media e sono oggetto di un vero e proprio fanatismo: una caratteristica principale del sistema è infatti l'empatia che si viene a creare tra gli idol e il fan, il quale sarà portato a immedesimarsi nelle loro persona e a seguire con entusiasmo la loro crescita all'interno del mondo dello spettacolo, da dilettanti inesperti a famosi artisti. La loro parabola tende a essere di breve durata, tanto che in alcuni contesti il termine idol viene usato proprio per implicare l'idea di un fenomeno di fama tanto travolgente quanto effimera. Al ritiro, cui viene preferito l'eufemismo sotsugyō (卒業? lett. "conseguimento del diploma"), può seguire una carriera nel mondo dello spettacolo come cantante, attore o personaggio televisivo, come un completo allontanamento dalle attività artistiche e un ritorno a una vita normale.
Agli idol si associa un mercato estremamente fiorente, che talvolta mostra elementi di contatto con il mondo della moda, degli anime o del cosplay; ad esempio, molte idol si esibiscono con la tradizionale uniforme scolastica giapponese, in altri casi diventano modelle di riviste pensate per un pubblico generalmente maschile, o devono la loro popolarità proprio a servizi fotografici di questo tipo.

## Classificazione
Il termine "idol" è spesso utilizzato come iperonimo per indicare diverse categorie di performer operosi in differenti campi dello spettacolo, nonché per indicare amatori e aspiranti a tali professioni, che hanno come punto in comune le caratteristiche descritte in precedenza:
- Akiba-kei idol (?, Akiba-kei aidoru): idol legate al movimento Akiba-kei, con attività strettamente connesse alla cultura otaku del quartiere di Akihabara a Tokyo, quali partecipazioni a convention su anime e manga ed esibizioni in cosplay. Un esempio di Akiba-kei idol è Haruko Momoi[15].
- Dansei idol (男性アイドル?, Dansei aidoru): idol maschili, come gli SMAP e i Kis-My-Ft2.
- Gaijin idol (外人アイドル?, Gaijin aidoru): idol stranieri/e, come Beckii Cruel e Leah Dizon.
- Gravure idol (グラビアアイドル?, Gurabia aidoru): idol che lavorano nel campo della moda posando per servizi fotografici in bikini o in intimo[16]. Il termine deriva dalla parola inglese rotogravure (rotocalcografia), un tipo di processo di stampa[13].
- Junior idol (ジュニアアイドル?, Junia aidoru): idol preadolescenti.
- Kokuminteki idol (国民的アイドル?, Kokuminteki aidoru): idol di fama nazionale, come le AKB48[17].
- Local idol (ローカルアイドル?, Rōkaru aidoru): idol le cui attività si concentrano sulla promozione del territorio locale, come le Negicco.
- Net idol (ネットアイドル?, Netto aidoru): idol amatoriali che promuovono le loro attività tramite Internet[18].
- Okashi-kei idol (お菓子系アイドル?, Okashi-kei aidoru): gravure idol adolescenti che lavorano principalmente per riviste quali Cream e Waffle.
- Seiyū idol (声優アイドル?, Seiyū aidoru): idol che devono la loro fama alla professione di doppiatrice, con excursus nei campi della musica e della moda. Un esempio di seiyū idol è Aya Hirano[19].
- Underground idol (地下アイドル?, Chika aidoru): idol che non appartengono a nessun agenzia e non hanno ancora debuttato nello show business. Si esibiscono prevalentemente per strada[20].
- Variety idol (バラエティーアイドル?, Baraetī aidoru): idol note principalmente per le loro partecipazioni a show televisivi[21]. Esempi di variety idol sono Ami Kikuchi[22], Ruriko Kojima[23], Rino Sashihara[24] e Momoko Tsugunaga[25].
- Virtual idol (バーチャルアイドル?, Bācharu aidoru): idol virtuali prodotte con l'ausilio di software informatici, come Hatsune Miku e Kyōko Date.
- AV idol (AV アイドル AV aidoru): idol che lavorano nel campo del cinema pornografico, come Nao Yoshizaki e Harumi Asano.

## Storia del fenomeno
Sulla scia del successo del film del 1963 Cherchez l'idole, distribuito in Giappone con il titolo Aidoru o sagase (アイドルを探せ?), Sylvie Vartan, protagonista della pellicola, divenne una delle celebrità più richieste dal pubblico giapponese. Uno dei dipendenti della casa discografica responsabile del lancio della cantante in Giappone, pensò a quel punto di promuoverla come parte di una nuova categoria di artisti adolescenti chiamati "idol". Il termine entrò così nel linguaggio comune dei giapponesi per indicare qualsiasi giovane che si dilettasse nel canto, che fosse assiduamente presente sulle copertine delle riviste e in televisione, e che presentasse un'immagine di sé pulita, sana e vivace.

### L'età d'oro delle idol
Il fenomeno idol prese forma a partire dagli anni settanta, dominando la scena della musica pop nel decennio successivo, noto anche come "età d'oro" delle idol. Gran parte della loro popolarità era dovuta a programmi televisivi creati ad hoc da cui ogni anno nascevano diverse decine di giovani "stelle", destinate solo in rari casi a rimanere famose per più di una stagione. In questo periodo trovarono il successo gruppi come le Candies e le Pink Lady, e soliste quali Saori Minami, Mari Amachi e Rumiko Koyanagi, queste ultime apprezzate più per la loro immagine di brave ragazze che per le loro doti di cantanti. Tra il 1971 e il 1975 debuttarono circa settecento idol, e un'intera industria sorse intorno ai prodotti a esse associati. Momoe Yamaguchi fu una delle rappresentanti di maggior successo di quel periodo, dal suo esordio nel 1973 all'età di tredici anni fino al suo ritiro nel 1980. Di lì in avanti, in un solo anno, potevano fare la loro comparsa anche quaranta o cinquanta idol. Tra queste si ricordano Akina Nakamori, Kyōko Koizumi e soprattutto Seiko Matsuda, esempio di una idol con una lunga e fortunata carriera.
L'ascesa al successo delle Onyanko Club, gruppo ideato da Yasushi Akimoto e formato da decine di ragazze le cui attività miravano a un target prettamente maschile, determinò un cambiamento all'interno dell'industria idol, proponendo una formula che verrà poi ripresa in futuro da gruppi quali Tokyo Performance Doll, Morning Musume e AKB48. Per i produttori infatti diveniva sempre più difficile venire incontro ai gusti dei fan, e proporre una vasta gamma di ragazze tra le quali individuare la propria beniamina riduceva drasticamente le possibilità di insuccesso. Nel frattempo la Johnny & Associates, agenzia scopritrice di talenti fondata nei primi anni sessanta da Johnny Kitagawa, produsse una serie di boy band di successo quali Four Leaves, Tanokin Trio, Ninja, Shibugakitai e Hikaru Genji, da cui mossero i primi passi Masahiko Kondō, Toshihiko Tahara e Masahiro Motoki.
Il fanatismo per le idol giapponesi raggiunse in quest'epoca anche Hong Kong e Taiwan. Perfino in Corea del Sud, dove qualsiasi forma di intrattenimento legata al Giappone era stata bandita in seguito agli avvenimenti della seconda guerra mondiale, i giovani riuscivano a procurarsi informazioni sottobanco sulle idol di maggior successo.

### Gli anni novanta: dalle Morning Musume agli SMAP

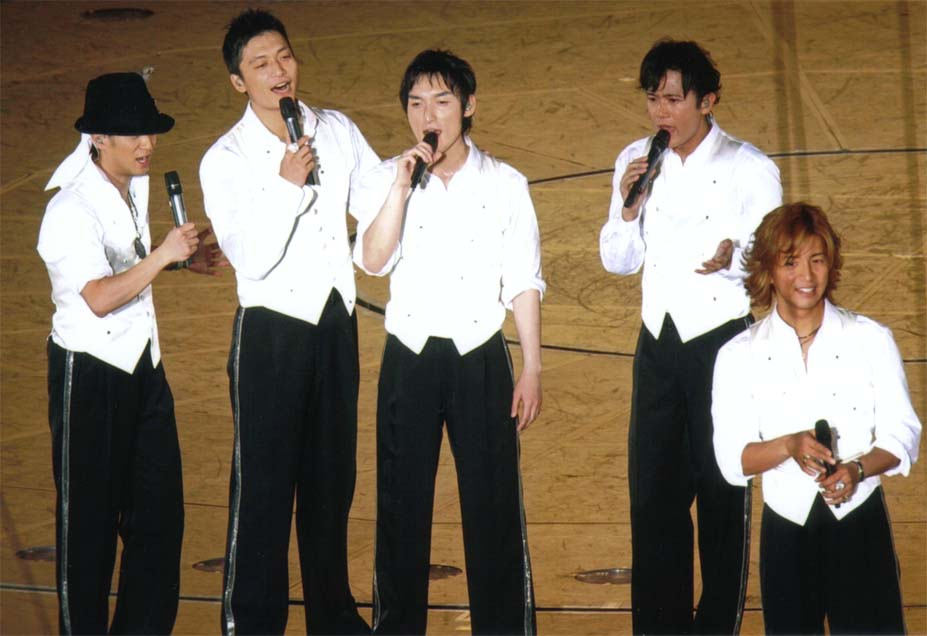
Gli SMAP

Negli anni novanta il mercato musicale giapponese iniziò a diversificarsi aprendo a generi come R&B e musica elettronica, e le idol lasciarono il campo all'ascesa di cantanti quali Namie Amuro, Ayumi Hamasaki e Utada Hikaru, che apparivano più mature e sofisticate rispetto alle loro predecessori. Idol come Rie Miyazawa, Yumiko Takahashi, Yuki Uchida e Ryōko Hirosue seppero comunque ritagliarsi uno spazio all'interno dello starsystem nipponico dell'epoca. Nel frattempo la formula ideata da Yasushi Akimoto con le Onyanko Club ritornò in voga grazie alle Morning Musume, gruppo fondato da Tsunku che adottò anch'esso i concetti di sub-unit e di rotazione della formazione iniziale. Le Morning Musume divennero al tempo estremamente popolari, con decine di singoli al numero uno in classifica, e ancora oggi rappresentano uno dei gruppi idol di maggior successo in Giappone.
In questo periodo, fece il suo debutto altresì un altro gruppo della Johnny's, gli SMAP (il più longevo gruppo di idol della storia, essendo stato creato nel 1988), i quali monopolizzarono in breve tempo non solo il mercato discografico ma anche televisione e cinema, con decine di apparizioni in spot pubblicitari, programmi e film.

### Le AKB48, gli Arashi e la guerra delle idol

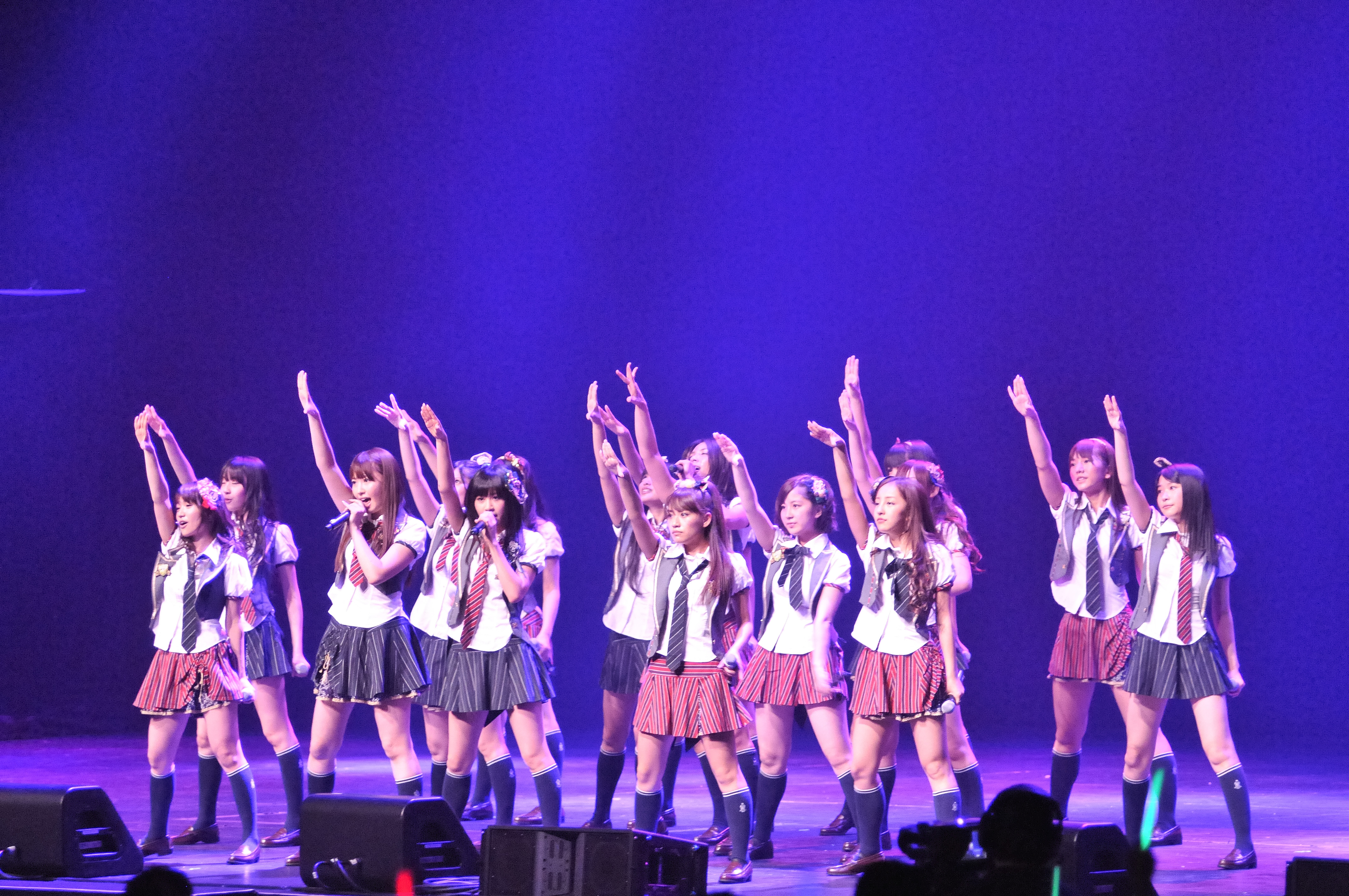
Le AKB48

Ma se l'industria degli idol maschili non aveva conosciuto sostanziali cambiamenti negli anni e continuava ad avere un unico padrone incontrastato, con la Johnny's che dava alla luce uno dopo l'altro gruppi di grande successo quali Tokio, V6, KinKi Kids, NEWS, KAT-TUN, Kanjani Eight, Hey! Say! JUMP, Kis-My-Ft2 e soprattutto Arashi, dominatori del mercato idol maschile, la sua controparte femminile subì una piccola rivoluzione nel 2005 con l'avvento delle AKB48, altro gruppo nato dall'intuizione del produttore Yasushi Akimoto. Il gruppo riprendeva sì la formula già ampiamente utilizzata con le Onyanko Club, ma il concepimento del concetto delle "idol che puoi incontrare" aprì una nuova frontiera nell'ambito dell'interazione con i fan. Le AKB48 negli anni sono emerse come uno degli idol group più popolari in Giappone, fino a diventare un fenomeno di costume della società giapponese.
La popolarità delle AKB48 ha portato il mondo delle idol in una nuova era, che vede i gruppi piuttosto che le idol soliste dominare il mercato, con molti di questi che tentano di riprenderne il concetto. Tuttavia, alcuni hanno cercato nuovi modi e nuove idee nel tentativo di emergere e distinguersi. Tra questi vi sono le Momoiro Clover Z, la cui immagine prende ispirazione dai film sui supereroi giapponesi e dal genere super sentai, e le Babymetal, che uniscono l'idol music alle sonorità tipiche dell'heavy metal. In questi anni l'industria dell'intrattenimento giapponese ha dato vita a così tanti gruppi idol che i media sono soliti chiamare quest'epoca l'"età della guerra delle idol".

## Stile musicale
La musica idol giapponese rappresenta un sottogenere del J-pop, a sua volta originatosi dal genere kayōkyoku alla fine degli anni sessanta. A differenza di quest'ultimo, il cui target era costituito principalmente da adulti, l'idol music si rivolgeva soprattutto a un pubblico adolescente.
I brani interpretati dagli idol spesso presentano testi che trattano temi sentimentali e melodrammatici, accompagnati da melodie particolarmente orecchiabili e spesso caratterizzati dalla presenza di elementi tipici dell'estetica kawaii. La loro popolarità si deve in particolar modo alla diffusione del karaoke come forma di intrattenimento negli anni ottanta, durante i quali le produzioni musicali legate al genere subirono un incremento della qualità grazie al contributo di importanti musicisti e parolieri.

## Aspetti culturali

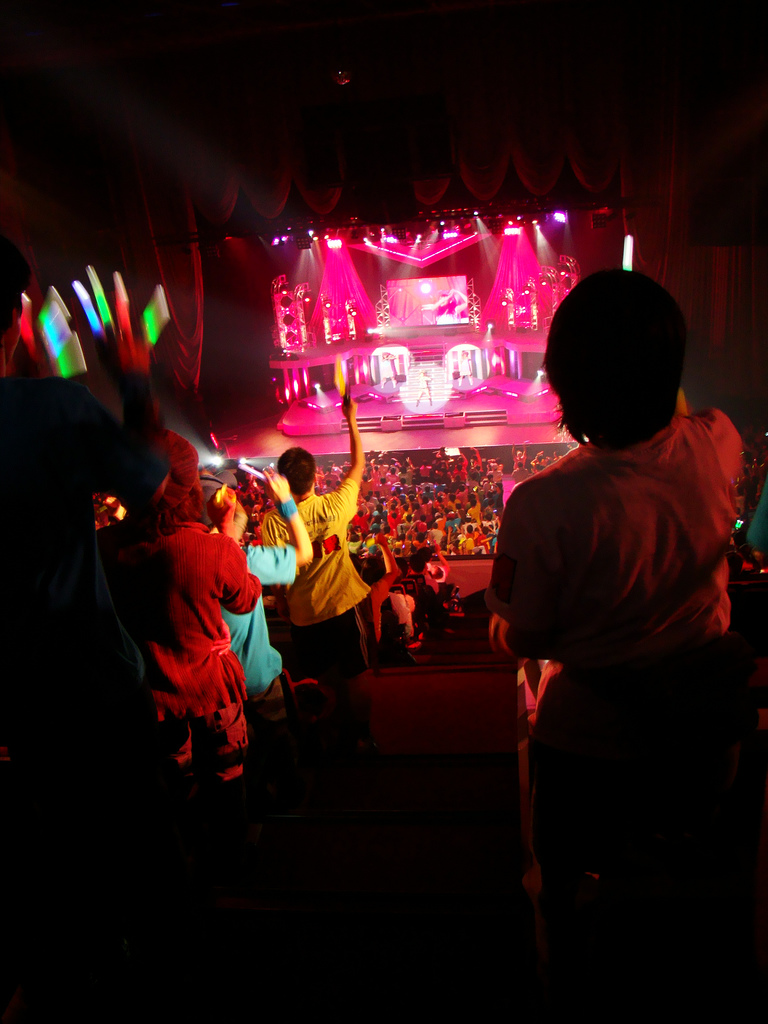
Fan a un concerto delle Morning Musume

Il fenomeno idol comprende un insieme complesso di pratiche e relazioni che coinvolgono produttori, performer, appassionati così come parte della popolazione generalista. Ogni anno centinaia di adolescenti partecipano a provini e audizioni nella speranza di diventare idol. Benché tradizionalmente siano criticati per la mancanza di talento, la goffaggine delle loro performance e l'eccessiva commercialità delle loro canzoni, ciò non impedisce a una grande porzione di pubblico di prendere parte al sistema consumistico che ruota intorno al fenomeno.
Una grossa fetta del mercato è rappresentata proprio dal settore musicale: a differenza di altri paesi, l'industria discografica giapponese non ha sofferto particolarmente della crisi del calo delle vendite degli anni duemila proprio grazie al contributo di gruppi idol quali AKB48 e Arashi e al loro rapporto con i fan. Nel caso delle AKB48, i fan hanno la possibilità di incontrare la propria beniamina dopo aver acquistato il CD che garantirà loro di accedere agli eventi; essi potranno votare anche per la loro idol preferita, ma anche in questo caso dovranno acquistare uno o più CD per farlo, comportando così un sensibile incremento nel numero delle vendite.

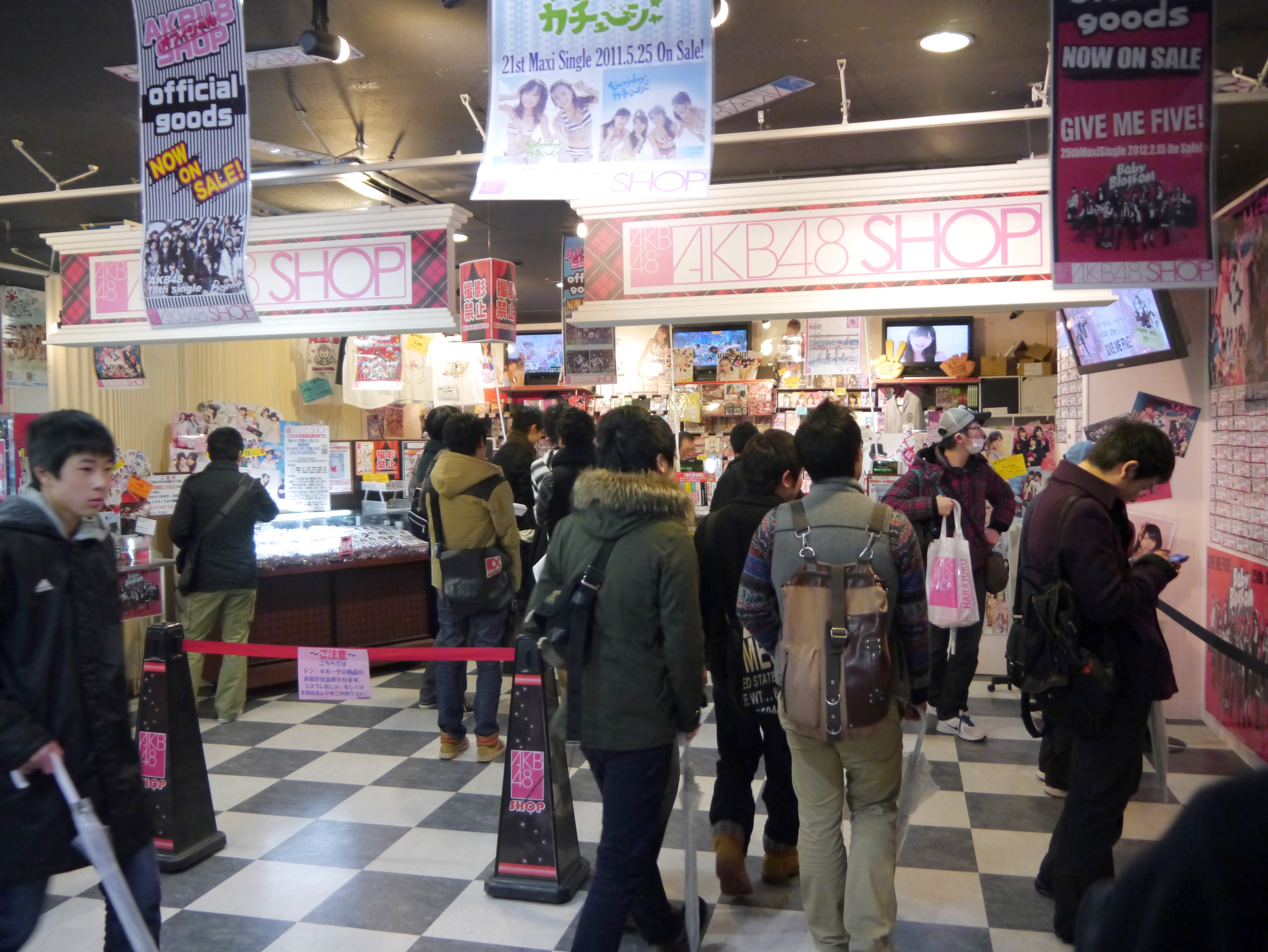
Negozio a tema delle AKB48 a Tokyo

Durante i concerti, eventi o incontri dei fan club, i supporter più accaniti — detti "idol otaku" o wota (ヲタ?) — accompagnano l'esibizione dei loro beniamini con salti, battimani, ondeggiamento delle braccia e cori, un particolare tipo di cheerleading chiamato wotagei (ヲタ芸?). Essi sono soliti collezionare anche il merchandising che viene reso disponibile in appositi punti vendita o via web, che comprende photobook, calendari, schede telefoniche, t-shirt, portachiavi e articoli di cancelleria. Con l'avvento di Internet la popolarità degli idol giapponesi ha varcato i confini nazionali conquistando una nutrita schiera di appassionati anche in altri paesi asiatici, così come in Europa e in Nord America.
Secondo alcune teorie le radici del fenomeno possono essere ricondotte alle tradizionali pratiche religiose giapponesi, dove gli idol, così come le divinità shintoiste, devono rappresentare la perfezione e interagire con le persone comuni in maniera empatica. Nello Shintō, se un devoto si macchia di comportamento inappropriato ha la possibilità di redimersi ottenendo così il perdono divino. Questo concetto si applica in toto al mondo idol, dove una ragazza che è stata al centro di uno scandalo può ritornare solitamente nel mondo dello spettacolo dopo aver scontato un periodo di punizione o aver chiesto scusa ai propri sostenitori. Lo stesso sostegno incondizionato da parte dei fan, pur escludendo qualsiasi significato religioso, è paragonabile ai riti shintoisti e rappresenta un modo di dire grazie per i favori ricevuti.

## Nella cultura di massa

### Manga e anime
Per la loro notorietà soprattutto fra il pubblico giovane, gli idol sono spesso presenti in opere rivolte a questo target come manga e anime. Il primo esempio di idol immaginaria è il personaggio di Lynn Minmay, tra i protagonisti dell'anime Fortezza superdimensionale Macross, del 1982; la serie è poi diventato un franchise noto per dedicare sempre una parte importante alla musica: se in Macross 7 i personaggi principali suonano in una rock band, in Macross Frontier i protagonisti sono tre idol (un attore e due cantanti).
A partire da fine anni ottanta e inizio anni novanta l'uso di uno o più idol nel cast cominciò a diventare sempre meno raro. L'incantevole Creamy (1983) fu il primo tentativo di unire il tema delle idol al genere mahō shōjo, già in voga a partire dagli anni sessanta, con la creazione del personaggio di Yū Morisawa, una ragazzina in grado di trasformarsi magicamente nella idol Creamy Mami. A seguito del successo della serie, videro la luce altre due produzioni di carattere simile, Magica magica Emi (1985) e Fancy Lala (1998). Tra le maggiori produzioni del periodo si ricordano Idol Project, OAV del 1995 che narra le vicende della quattordicenne Mimu Emilton e del suo sogno di diventare idol, e Il giocattolo dei bambini, che al contrario racconta dell'attrice bambina e idol Sana Kurata e dei suoi tentativi di vivere una vita lontano dai riflettori. Un'altra opera del 1995, La principessa Minerva, si prende gioco dei cliché delle storie ambientate in epoca medievale nonché del mondo idol. Nell'OAV Key the Metal Idol (1994) e nel film d'animazione Perfect Blue (1997) la cultura idol venne invece rappresentata per la prima volta sotto una luce negativa attraverso i personaggi di Miho Utsuse e Mima Kirigoe. Altri esempi sono presenti in Magica DoReMi (1999), dove Onpu Segawa, uno dei personaggi principali, è una idol di successo un po' viziata che cambia atteggiamento grazie all'amicizia della protagonista Doremi, Great Teacher Onizuka (1996), dove la svampita Tomoko Nomura viene incoraggiata a diventare una idol dal suo professore, e Humming Bird - Ragazze con le ali (1993), che racconta le avventure di cinque sorelle a metà tra soldatesse e starlette. In Sailor Moon (1991) il tema ricorre più volte all'interno della storia: Rei Hino e Minako Aino esprimono spesso il desiderio di diventare delle idol, con Minako che si rivela essere una vera e propria appassionata del genere, cosa che diviene evidente durante la quinta serie, quando si candida a manager del gruppo dei Three Lights, tre alieni che si mimetizzano sulla Terra come idol; inoltre, lo stesso personaggio di Ami Mizuno è in realtà ispirato alla idol Noriko Sakai.
Per quanto riguarda gli anni duemila e duemiladieci, gli esempi più noti sono Misa Amane, uno dei personaggi principali di Death Note (2003), Lacus Clyne di Mobile Suit Gundam SEED e Mitsuki Kōyama di Full Moon - Canto d'amore (2002). La popolarità raggiunta dagli idol immaginari in questi anni si deve principalmente al successo dei franchise di Love Live! e The Idolmaster, le più fortunate di una serie di produzioni sui generis che vide la luce durante questo periodo. Tra queste si ricordano anche Chance: Triangle Session (2001), Kilari (2004), Lemon Angel Project, Lovely Idol (2006), Uta no Prince-sama, Locodol, Pretty Star - Sognando l'Aurora (2011), AKB0048 (2012), Million Doll (2013), Wake Up, Girls!, PriPara (2014) e Venus Project: Climax (2015).
In Oshi no ko, anime del 2023 tratto dal manga del 2020, viene raccontata la storia di Ai Hoshino, un idol di successo che deve affrontare le pressioni dell'industria dell'intrattenimento.
Anche in alcuni episodi di Doraemon compare il personaggio di un idol, Tsubasa Ito, idolo di Nobita, Gian e Suneo.

### Cinema
Anche il cinema ha trattato il fenomeno. Nel film Dolls di Takeshi Kitano (2002) la protagonista di una delle tre storie narrate è una idol, interpretata da Kyōko Fukada, che deve abbandonare la carriera in seguito ad un incidente. Nei film giapponesi spesso sono inseriti sullo sfondo degli idol (come le Dessert in Suicide Club).